# Santok
Santok ['santɔk] (deutsch Zantoch) ist ein Dorf in der polnischen Woiwodschaft Lebus. Die Gmina Santok ist eine Landgemeinde, die ihren Sitz in Santok hat.

## Geographische Lage
Das Dorf liegt in der Neumark in der Nähe der Einmündung der Netze in die Warthe, etwa zehn Kilometer östlich der Stadt Gorzów Wielkopolski (Landsberg an der Warthe) und zwanzig Kilometer südsüdwestlich der Stadt Strzelce Krajeńskie (Friedeberg).

## Geschichte

### Von der Vorzeit bis zum 13. Jahrhundert
Archäologische Spuren deuten auf eine Siedlung bereits während der Römerzeit hin. Eine befestigte Siedlung wurde Ende des 7. Jahrhunderts am Zusammenfluss der Netze und der Warthe errichtet. Ende des 9., Anfang des 10. Jahrhunderts wurde um den Ort ein Wall aus Erde und Holz errichtet. 965 wurde der Ort durch ein Feuer vollständig vernichtet, danach, wahrscheinlich unter Fürst Boleslaw Chrobry, wieder aufgebaut. Das Schicksal der völligen Zerstörung wiederholte sich vom 7. bis zum 15. Jahrhundert viele Male. Archäologen konnten Schichten von zwölf früheren Siedlungen entdecken. Santok hatte im 10. Jahrhundert einen beachtlichen Durchmesser von etwa 200 Metern. Im 11. Jahrhundert wurde innerhalb der Siedlung eine Schutzburg errichtet, die im 14. Jahrhundert durch einen Burgturm von 10 × 10 Meter Grundfläche ersetzt wurde.

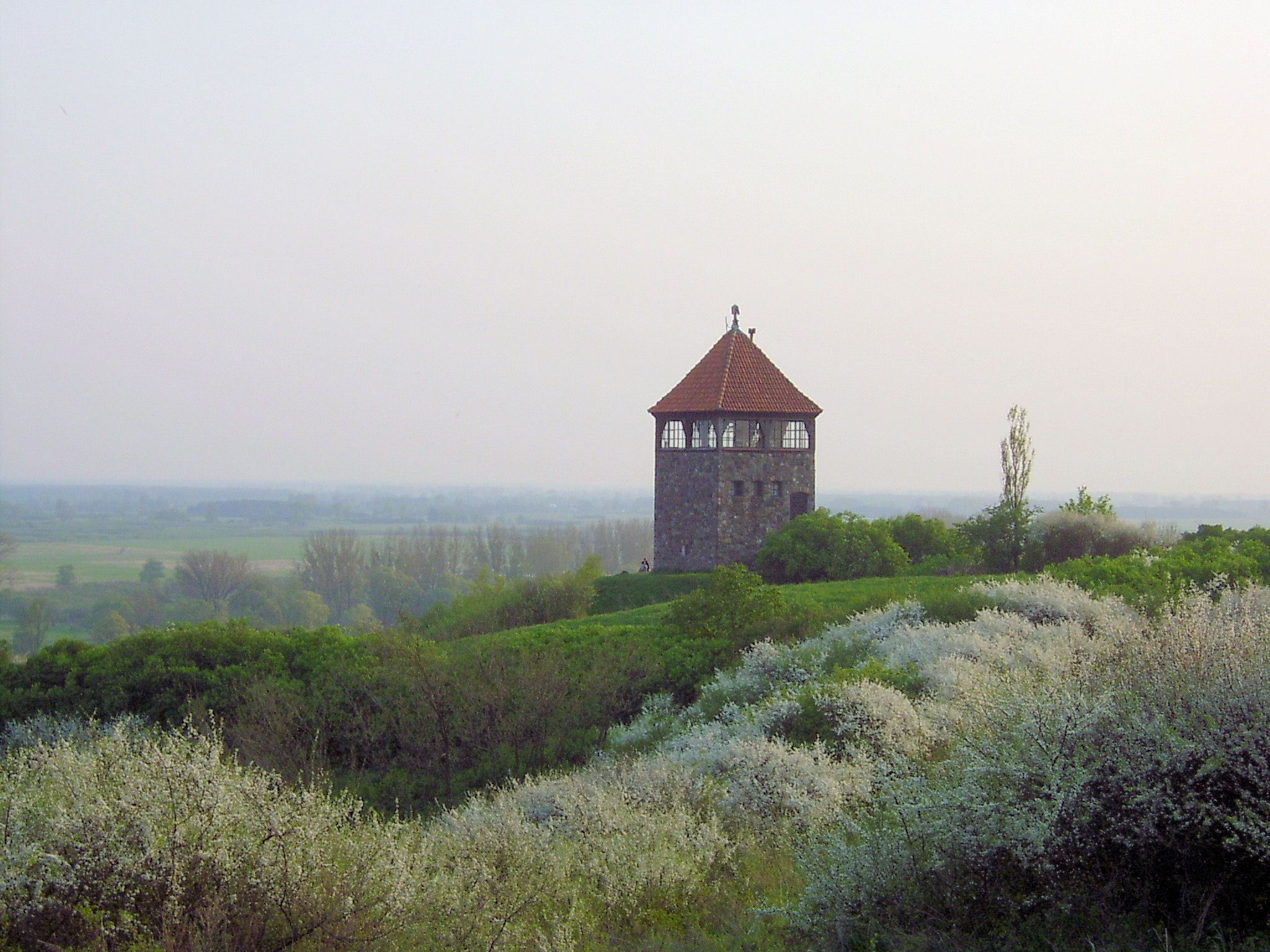
Mittelalterlicher Wachtturm an der pommerschen Grenze zu Polen (1936 restauriert).

Erste urkundliche Erwähnungen stammen aus dem Ende des 11. und Anfang des 12. Jahrhunderts. Aus der Chronik des Gallus Anonymus geht dabei hervor, dass es Ende des 11. Jahrhunderts zwei Orte an der Stelle gab, einen polnischen direkt an der Flussgabelung und einen pommerschen am Nordufer der Warthe auf dem sogenannten Schlossberg. Auf dieser Anhöhe steht ein mittelalterlicher Wachtturm, der heute die Funktion eines Aussichtsturms hat. In der Chronik wird Santok mit der Bezeichnung clavem et terris custodiam (Wachtturm und Schlüssel des polnischen Königreichs) eine hohe Bedeutung zugemessen. Im Jahr 1100 war der Ort unter dem Namen Santhock bekannt und galt polnischen Chronisten als eine starke pommersche Grenzfestung (fortalitum prope Santhock).
Anfang des 13. Jahrhunderts gehörte der Ort zu großpolnischen, ab 1234 zu schlesischen und ab 1247 wieder zu großpolnischen Piasten-Fürstentümern. 1251 wurde Santok vom pommerschen Herzog Barnim angegriffen, der die Stadt aber nicht erobern konnte. Daher errichtete er auf der anderen Seite der Warthe eine neue Siedlung. Mitte des 13. Jahrhunderts interessierten sich die Markgrafen von Brandenburg für Santok und stellten Ansprüche. Diese wurden durch die Vermählung der Tochter des Fürsten von Großpolen Konstanze mit Konrad, dem Sohn des Markgrafen Johann I., im Jahr 1260 in Santok gefestigt. Die Kastellanei Santok ging als Mitgift an Brandenburg. Der geschlossene Frieden war aber sehr brüchig, sodass es zum Krieg kam und der Ort abermals 1278 den Besitzer wechselte. Als der polnische König Przemysl II. 1296 starb, eroberten die Brandenburger den Ort.

### 1296 bis 1945 als Teil Brandenburgs

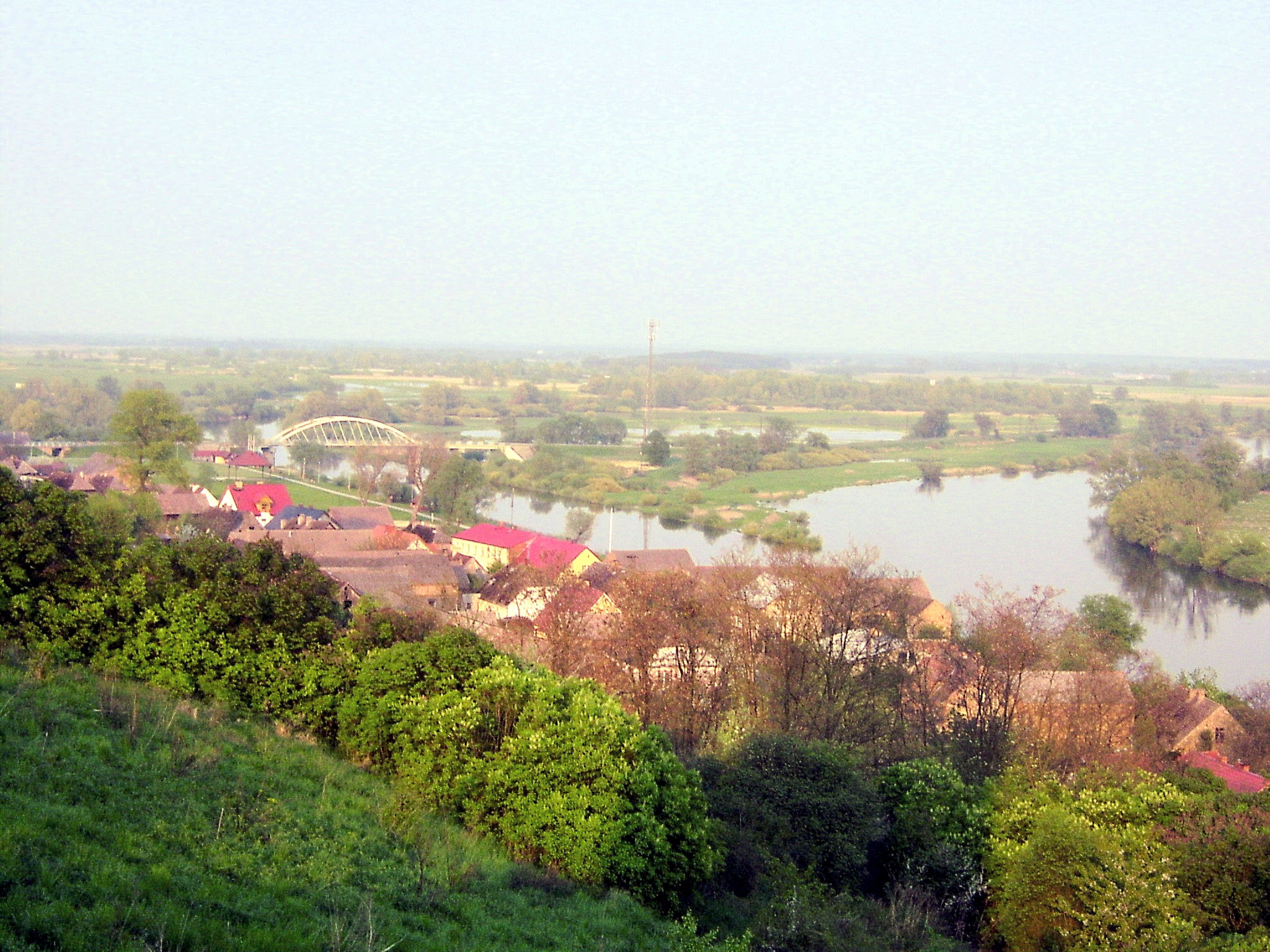
Santok mit Mündung der Netze in die Warthe

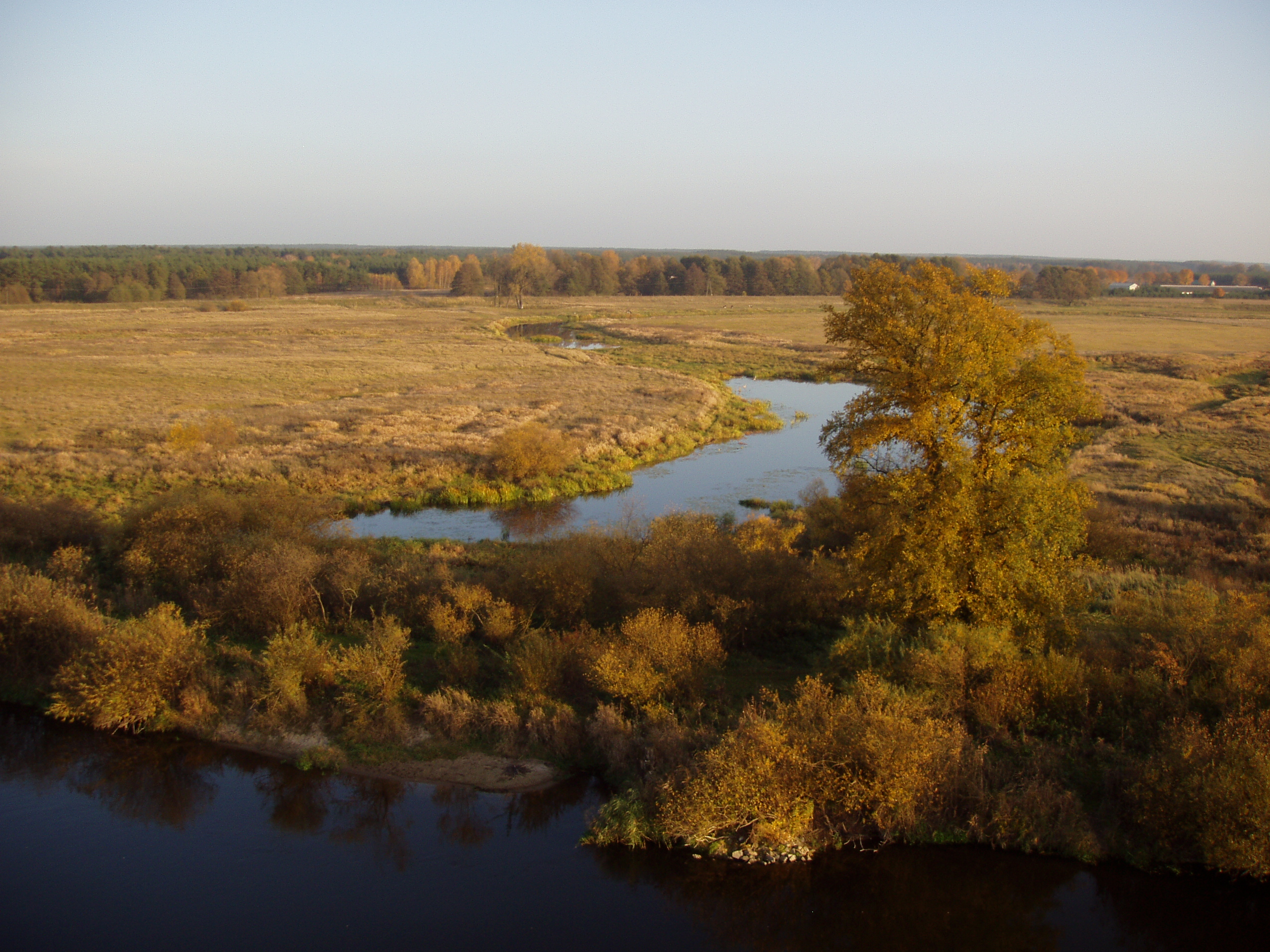
Naturschutzgebiet Santockie Zakole

Mit einer kurzen Unterbrechung in den Jahren 1365 bis 1370 (Tod von König Kasimir III.) blieb Zantoch seit 1296 brandenburgisch. Um ihre Ansprüche auf den Ort deutlich zu machen, ernannten die Polen von 1370 bis zum Ende des 18. Jahrhunderts weiterhin einen Kastellan von Santok. 1409 betonte der Deutsche Orden gegenüber Polen, Santok habe schon immer zur Neumark gehört. Der Aufstieg des nahen Landsberg an der Warthe (polnisch Gorzów Wielkopolski) brachte einen Bedeutungsverlust für den Ort. Anfang Juni 1433 begann ein Einfall der Hussiten und Polen in die Neumark, am 4. Juni wurde Zantoch eingenommen, Landsberg wurde vom 9. bis 15. Juni belagert, die weitere Umgebung beider Orte wurde verwüstet.
Im 18. Jahrhundert bestand Zantoch aus zwei Besitzanteilen. Ein Teil gehörte zum Güterkomplex von Markgraf Friedrich Heinrich von Brandenburg-Schwedt, den übrigen Teil besaß die Familie Schöning.
Während des Siebenjährigen Kriegs wurde Zantoch im Jahr 1758 von russischen Truppen geplündert, verwüstet und weitgehend abgebrannt. Um 1775 befand sich das Dorf im Besitz der Familien Schöning und Brandt.
Zantoch gehörte bis 1945 zum Landkreis Landsberg (Warthe) im Regierungsbezirk Frankfurt in der Provinz Brandenburg, seit 1939 „Mark Brandenburg“, des Deutschen Reichs.

### Seit dem Zweiten Weltkrieg
Gegen Ende des Zweiten Weltkriegs wurde Zantoch am 20. Januar 1945 von der Roten Armee besetzt. Bereits kurz darauf wurde die Neumark mit Zantoch faktisch unter polnische Verwaltung gestellt. In der Folgezeit wurde die eingesessene Bevölkerung vertrieben. Zantoch wurde in Santok umbenannt.
Bei einer Verwaltungsreform wurde das Dorf 1975 der Woiwodschaft Gorzów angegliedert. Nach deren Auflösung befand sich Santok ab 1999 in der Woiwodschaft Lebus.

### Einwohnerzahlen
- 1804: 0 053[8]
- 1809: 0 538[9]
- 1840: 0 958[10]
- 1858: 1040, darunter acht Juden[2]
- 1933: 1270[11]
- 1939: 1160[11]

## Kultur und Sehenswürdigkeiten
- das historische Museum
- der Kirchturm aus dem 18. Jahrhundert
- das Naturschutzgebiet Zdroisker Buchen

## Gemeinde
Die Landgemeinde (gmina wiejska) Santok besteht aus folgenden Ortschaften:
- Baranowice (Annenaue)
- Czechów (Zechow)
- Gralewo (Gralow)
- Górki (Prinzla, 1805–1945 Bergkolonie)
- Janczewo (Jahnsfelde)
- Jastrzębnik (Christophswalde)
- Lipki Małe (Lipkeschbruch)
- Lipki Wielkie (Lipke)
- Ludzisławice (Louisenaue)
- Mąkoszyce (Marienwiese)
- Nowe Polichno (Pollychener Holländer)
- Płomykowo
- Stare Polichno (Pollychen)
- Wawrów (Lorenzdorf)

Weitere Orte sind:
- Ciche (Bergoben)
- Gałczyn (Wiesenhof)
- Gralewskie Lasy (Gralow Forsthaus)
- Grodziec (Antoinettenlust)
- Kretowo (Adolphsruhe)
- Krzynka (Kriningswerder)
- Łoziniec (Luhsenhaus)
- Łozy (Pollychener Luhsen)
- Olszynka (Elsstrahl)
- Płomykowo (Mühlenvorwerk)
- Rozstaje (Stern)
- Siedlikowo (Esperance)
- Sienniki (Schöningslust)
- Stwolim (Schwalmsberg)
- Trzęsacz (Gralower Untermühle)
- Wierzbica (Christiansaue)
- Wierzbina (Langenwerder)
- Złokwy (Obermühle)

## Wirtschaft und Infrastruktur

### Verkehr
Durch das Dorf verläuft die Woiwodschaftsstraße 158 von Krzyż Wielkopolski nach Gorzów Wielkopolski sowie die Eisenbahnstrecke von Kostrzyn nach Krzyż Wielkopolski (ehemalige Preußische Ostbahn).

#### Eisenbahn-Unfälle von Zantoch
Im Ersten Weltkrieg errang Zantoch traurige Berühmtheit durch zwei schwere Eisenbahn-Unfälle.
Am 8. Oktober 1916 verlor die einem vollbesetzten Zug (D 4 Eydtkuhnen–Berlin) vorgespannte Lokomotive „1101“ das innere Kurbellager; der Zug blieb auf freier Strecke liegen und wurde vom nachfolgenden D 24 Warschau–Bromberg–Berlin gerammt, weil der Fahrdienstleiter von Jahnsfelde übermüdet eingenickt war und nicht zurückgeblockt hatte und auch die Zugbegleiter des D 4 den D 24 zu spät warnten. Der Gegenzug D 241 Berlin–Eydtkuhnen fuhr kurz danach in die Trümmer des D 4. Es gab 12 Tote und 22 Verletzte.
Am 30. Juli 1918 brach zwischen Gurkow und Zantoch die Kolbenstange einer Güterzug-Lokomotive, der freilaufende Zylinderkolben bohrte sich ins benachbarte Gleisbett und hebelte dieses aus. Der passierende D22 von Brest-Litowsk nach Berlin entgleiste und fiel gegen den Güterzug. 42 Personen kamen ums Leben, davon 21 allein im Speisewagen; 21 wurden schwer und vier leicht verletzt.

## Persönlichkeiten
- Wilhelm Ruthe (* 1865 in Jahnsfelde; †  1954 in Wiesbaden), Weinhändler, Hoflieferant des Kaisers.